# C-JeS Studio
C-JeS Studio（韓語：씨제스 스튜디오），前称C-JeS娱乐，是韓國的經紀公司、影视制作公司。

## 歷史
C-JeS娛樂成立於2009年12月，由白昌洙創立。首批藝人為歌手JYJ（金在中、朴有天、金俊秀）。 
2018年10月，C-JeS娛樂宣佈收購韓國最大CG、VFX企業「Digital Idea」，進軍電影製作及IP產業。 
C-JeS娱乐于2022年年末合并了主营CG/VFX业务的子公司C-JeS Girlivers Studio，2023年4月3日宣布，为进一步拓宽业务领域，成为引领大众文化的综合娱乐企业和全球化的媒体内容集团，公司名称由“C-JeS娱乐”变更为“C-JeS Studio”。

## 旗下藝人

### 演員
- 鄭錫元（2014年4月—）
- 羅美蘭（2014年7月—）
- 宋一國（2015年10月—）
- 朴秉恩（2016年1月—）
- 蔡時那（2018年3月—）
- 吳達秀（2019年2月—）
- 趙成夏（2019年7月—）
- 金艺恩（2020年6月—）
- 申恩廷（2020年9月—）
- 吴荷妮（2021年5月—）
- 朴藝瑛（2023年3月—）[4]
- 車時元（2023年7月—）[5]
- 白善浩（2023年7月—）[6]
- 李相燁（2024年—）[7]
- 崔善宇（2025年—）[8]
- Hayden Won
- 苏雅琳
- 金秀娟
- 林素允
- 張延宇
- 车智翰
- 赵俊
- 蔡济妮
- 南珠妍

### 歌手
- NOEL
  - 李相坤
  - 全宇成
  - 羅成浩
  - 姜均成
- WHIB

### 攝影師
- 鄭俊浩

## 已離開的藝人
- Crucial Star（朝鲜语：크루셜스타）
- 車智妍
- 陳赫
- 陳泰華
- 成侑彬
- 崔岷植
- 崔侑拉（朝鲜语：최유라 (1987년)）
- 郭度沅
- 韓多瑟
- 河錫辰（2019年—2021年）
- 洪西瑛
- 黃正仁
- 金度然
- 金惠恩
- 金俊秀
- 金明民
- 金娜妍
- 金南佶
- 金武映
- 金宣兒
- 金釉利
- 李凤辇
- 李凡秀
- 李怜惟
- 李清娥
- 李秀敬
- 李在源
- 李政宰（2015年—2018年）
- 李智雅
- 林世美
- 柳惠英（2014年—2018年)
- 柳義賢（朝鲜语：류의현）
- 盧幸夏
- 朴大元（2019年—）
- 朴惠娜
- 朴有天
- 朴有煥
- 朴柱美
- 申泫勝（2021年4月29日—2021年11月)
- 宋智孝（2011年—2015年）
- 尹相鉉
- 尹智慧
- 趙基成
- 高德院
- 金珉俊
- 鄭善雅（朝鲜语：정선아）
- 鄭仁仙
- 金在中
- 權娜拉（2022年6月—2023年4月）[9]
- 黃靜音（2014年8月—2023年6月）
- 李蕊（2015年—2023年）
- 閔都凞（2022年9月—2023年9月）[10]
- 洪宗玄（2018年3月—2023年）
- 黃勝妍（2021年1月—2023年）
- 姜俊圭（2021年5月—2023年）
- 姜泓錫（2015年9月—2023年）
- 李周妍（2021年5月—2023年）
- 徐智厚
- 张马路
- 闵庆娥（2021年1月—2024年）
- 李宰旭（2021年4月—2024年5月）[11]
- 陳智熙（2019年6月—2024年6月）
- 陳熙瓊（2019年3月—2024年）
- 李忠主（2019年6月—2024年）
- Gummy（2013年—2024年）
- 金信英（2023年—2024年）[12][13]
- 許率智（—2024年10月）
- 洪大光（—2024年10月）
- 劉太旿（2018年—2024年）
- 洪承希（2019年—2024年）
- 崔媛呈（—2024年12月）[14]
- 韩志翔（2017年9月—2024年）
- 鄭允荷（2023年4月—2025年）[15]
- 朴誠雄（2013年2月—2025年）
- 薛景求（2013年8月—2025年）
- 柳俊烈（2015年7月—2025年）
- 嚴志媛（2019年5月—2025年）
- 崔炳模（2024年6月—2025年）
- 金南喜（2024年—2025年）[16]
- 文素利（2015年2月—2025年）
- 朴慶惠（2022年7月—2025年）

## 影视制作

### 电视剧
- 成均館緋聞
- 阶伯
- Miss Ripley
- 守護BOSS
- 不能沒有你的生活
- 想你
- 屋塔房王世子
- Dr. JIN
- Three Days
- 愛是點點滴滴
- Switch—改變世界
- 加油吧威基基
- 可疑的岳母
- 綠豆花
- 加油吧威基基2
- Hometown
- 人間失格
- Link：盡情吃，用力愛
- 夏娃的醜聞
- 這戀愛是不可抗力
- 魅惑之人
- 夜限照相馆

### 电影
- 市民德熙

## 外部連結
- 官方网站
- C-JeS Studio的Instagram帳戶
- C-JeS Studio Naver Post（页面存档备份，存于）